# Hewlett Bay Park
Hewlett Bay Park es una villa ubicada en el condado de Nassau en el estado estadounidense de Nueva York. En el año 2000 tenía una población de 484 habitantes y una densidad poblacional de 533.4 personas por km². Hewlett Bay Park se encuentra dentro del pueblo de Hempstead.

## Geografía
Hewlett Bay Park se encuentra ubicada en las coordenadas 40°38′7″N 73°41′44″O / 40.63528, -73.69556. Según la Oficina del Censo, la ciudad tiene un área total de 1 km² (0,4 mi²), de la cual 0,9 km² (0,3 mi²) es tierra y 0,1 km² (0 mi²) (5.41%) es agua.

## Demografía
Según la Oficina del Censo en 2007 los ingresos medios por hogar en la localidad eran de $200,000, y los ingresos medios por familia eran $200,000. Los hombres tenían unos ingresos medios de $100,000 frente a los $43,333 para las mujeres. La renta per cápita para la localidad era de $113,320. Alrededor del 4.8% de la población estaban por debajo del umbral de pobreza.